# Panzer

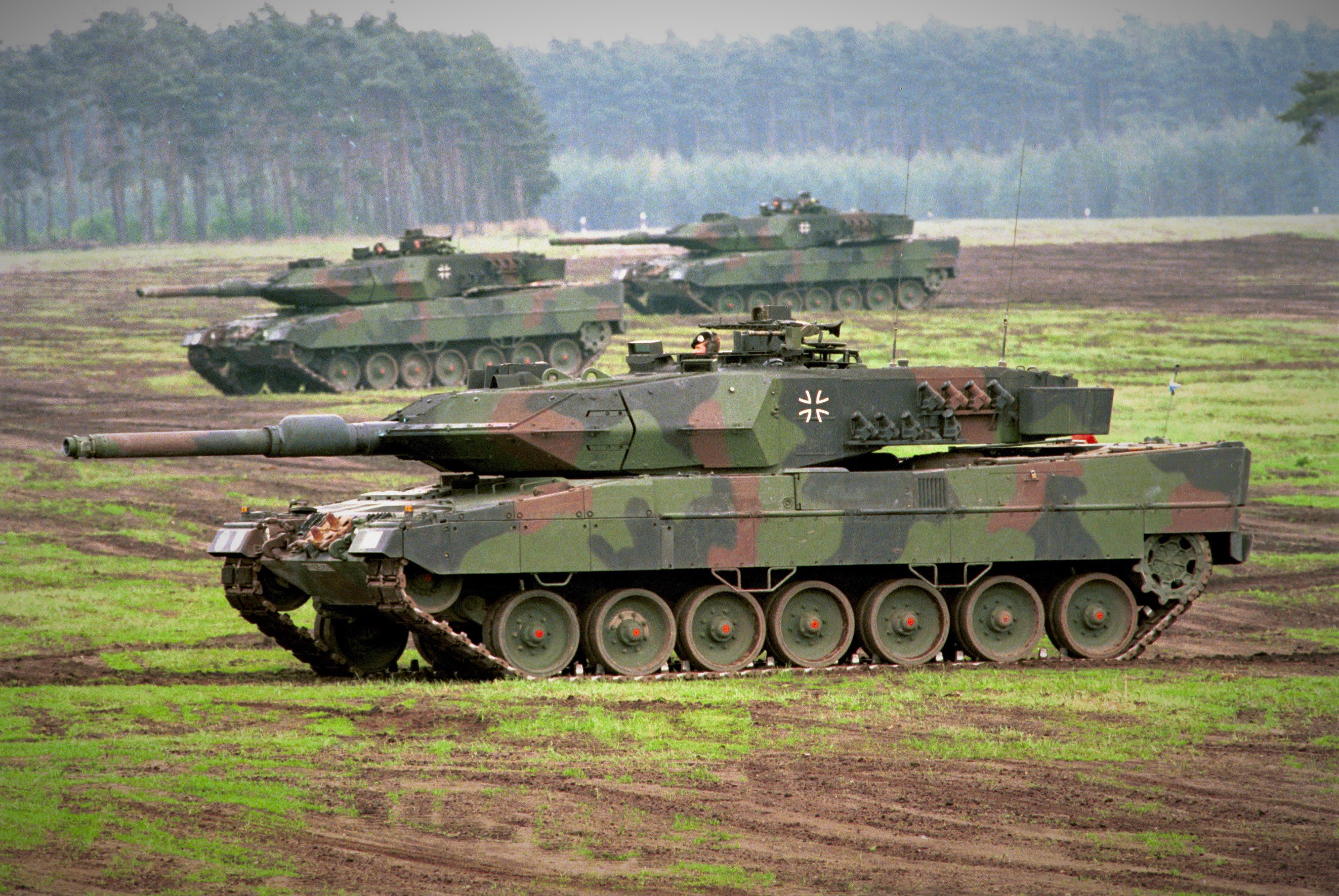
豹II坦克

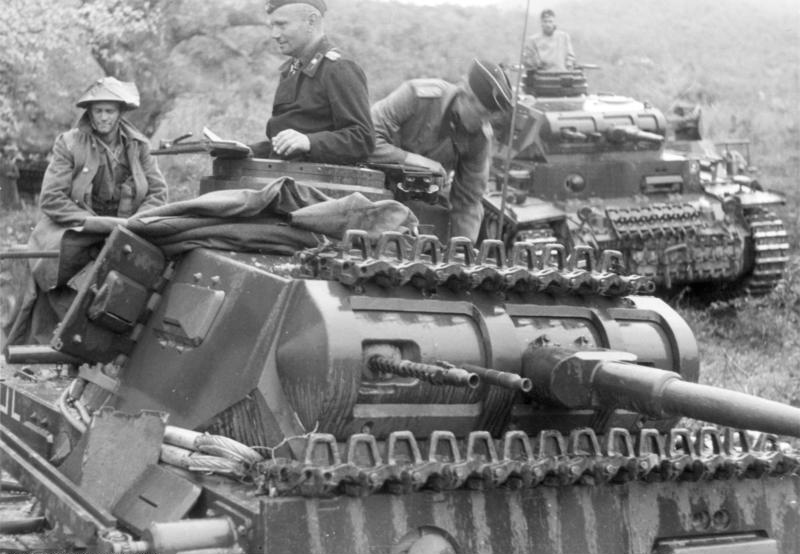
希臘戰役中的兩輛三號坦克，攝於1941年4月

Panzer（/ˈpænzər/（德語發音：[ˈpantsɐ] ⓘ，縮寫Pz.）是一個德語單詞，意爲裝甲或坦克。在英語等語言中涉及到對德軍裝甲的描述時，會將該詞作為特定術語來使用（例如：裝甲師：panzer division，四號坦克：Panzer IV）。
這個詞語來源於一個已經過時的德語詞Panzerkampfwagen，該詞意爲坦克，按字面意思翻是「裝甲作戰車輛」的意思（現代德語通常用Kampfpanzer或Panzer來描述「坦克」）。
德語詞Panzer可以描述所有的武装護甲，比如Plattenpanzer是板甲的意思，Kettenpanzer是鎖子甲的意思，gepanzert是「帶裝甲的」的意思。另外，動物的殼或者護甲也能用Panzer來形容，比如Schildkrötenpanzer意爲龜甲。該詞可能衍生自法語詞「pancier」（護胸甲），來源自拉丁語詞pantex（腹部），並且可能和拉丁詞語panus（腫脹）有關。